# Anthrachinon
Anthrachinon je aromatická organická sloučenina. Je to derivát anthracenu. Má podobu žlutého, světle šedého či šedožlutého krystalického prášku či jehlic. Deriváty anthrachinonu se v biochemii označují jako anthrachinony.

## Vlastnosti
Je velmi omezeně rozpustný ve vodě, ale dobře rozpustný v alkoholech, nitrobenzenu a anilinu. Chemicky je za standardních podmínek poměrně stálý.

## Výskyt v přírodě
Anthrachinony se vyskytují v některých rostlinách (například aloe, sena, rebarbora, řešetlák), houbách, lišejnících a hmyzu, kde vystupují jako základní kostra jejich pigmentů. Přírodní deriváty anthrachinonu mají laxativní účinky.

## Výroba
Existuje více možností jak anthrachinon získat:
- Oxidací anthracenu
- Kondenzací benzenu s ftalanhydridem za přítomnosti AlCl3 (Friedel-Craftsovou reakcí)
- Dielsovou–Alderovou reakcí z naftochinonu a but-1,3-dienu
- Retro Dielsovou–Alderovou reakcí (Rickert–Alder)

## Průmyslové použití
Anthrachinon se používá ve výrobě barviv, např. alizarinu. Mnoho přírodních barviv obsahuje deriváty anthrachinonu. Anthrachinon je též používán jako katalyzátor při výrobě dřevoviny v dřevozpracujícím a papírenském průmyslu. Dále se také používá na osivu jako odpuzovač ptactva.
Derivát anthrachinonu 2-ethylanthrachinon se používá při komerční výrobě peroxidu vodíku.

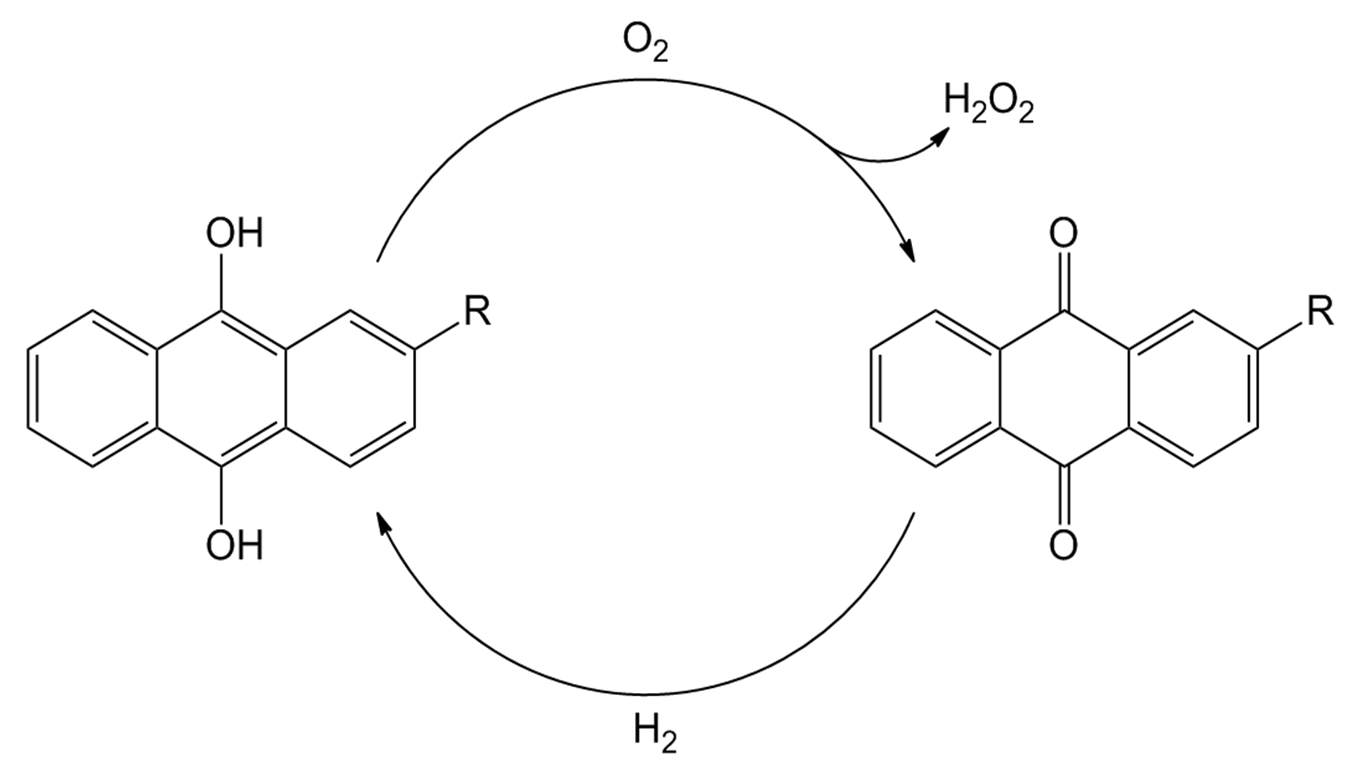
Riedl-Pfleidererův proces výroby peroxidu vodíku

## Použití ve zdravotnictví
Anthrachinon je používán jako laxativum. Dlouhodobé používání vede k melanóze tlustého střeva.